# Michael Carey
Pour les articles homonymes, voir Carey.
Michael Carey, né Edward J. Burton le 20 mai 1917 à New York est un officier de police américain, auteur de roman policier.

## Biographie
Officier de police à New York, il étudie l’écriture de fiction à l'université de New York et publie son premier roman Vice Squad Cop en 1957 racontant la vie d'un policier de la brigade des mœurs face aux jeux, aux paris clandestins et à la prostitution et qui devient amoureux d'une prostituée.
Bien qu’écrivant souvent des histoires ayant pour héros des policiers, l'auteur n'écrit pas de romans autobiographiques.

## Œuvre

### Romans
- Vice Squad Cop, 1957
  - Histoires de « mœurs », Série noire no 1105, 1967
- The Vice Net, 1958
  - Chéries noires, Série noire no 467, 1958
- The Frightened Killer, 1964
  - L’Ange éliminateur, Série noire no 876, 1964
- House of Evil, 1965
  - L’Œil de service, Série noire no 922, 1965
- Doomed, 1967
  - Un poulet à frire, Série noire no 1020, 1966

## Sources
- Claude Mesplède, Les Années Série noire vol.1 (1945-1959) Encrage « Travaux » no 13, 1992
- Claude Mesplède, Les Années Série noire vol.2 (1959-1966) Encrage « Travaux » no 17, 1993
- Claude Mesplède, Les Années Série noire vol.3 (1966-1972) Encrage « Travaux » no 22, 1994
- Claude Mesplède et Jean-Jacques Schleret, SN Voyage au bout de la noire, Futuropolis, 1982